# Cruz Verde, Acajete
Cruz Verde är en ort i Mexiko.   Den ligger i kommunen Acajete och delstaten Veracruz, i den sydöstra delen av landet, 220 km öster om huvudstaden Mexico City. Cruz Verde ligger 2 117 meter över havet och antalet invånare är 110.
Terrängen runt Cruz Verde är bergig, och sluttar österut. Runt Cruz Verde är det ganska tätbefolkat, med 172 invånare per kvadratkilometer. Närmaste större samhälle är Xalapa, 14,1 km sydost om Cruz Verde. Omgivningarna runt Cruz Verde är en mosaik av jordbruksmark och naturlig växtlighet.